# Карл Каутський
Карл Йо́ганн Ка́утський (нім. Karl Johann Kautsky, *16 жовтня 1854, Прага — †17 жовтня 1938 Амстердам) — провідний теоретик соціал-демократії. Він займає видатне місце в історії марксизму, був редактором четвертого видання «Капіталу» Карла Маркса.

## Біографія
Карл Каутський народився в Празі у мистецькій єврейській родині у 1854 році. Він вивчав історію і філософію в Віденському Університеті і ставав членом Соціал-демократичної Партії Австрії (SPÖ) в 1875. У 1883 р. Каутський заснував журнал Neue Zeit («Новий Час»), був його редактором до 1917 р. З 1885 до 1890, він жив у Лондоні, де став близьким другом Фрідріха Енгельса. У 1891 р. він разом з Августом Бебелем і Едуардом Бернштейном виробив програму Соціал-демократичної партії Німеччини (SPD).
Після смерті Енгельса в 1895 р. Каутський став одним з найголовніших і найвпливовіших теоретиків марксизму, формуючи ядро партії разом з Августом Бебелем. Він залишився з партією, коли Роза Люксембург і ліве крило партії відійшло в 1916 через підтримку партією Першої Світової Війни. У 1917 він одійшов до Незалежної Соціал-демократичної Партії Німеччини (USPD), у якій залишався аж до 1919. Під час повстання спартакістів в січні 1919 року був одним з посередників під час переговорів Революційного комітету з урядом, який революціонери мали намір повалити.
У 1922 знову приєднався до SPD. Каутський піддав критиці більшовицький режим Володимира Леніна в своїй книзі «Марксизм і більшовизм: Демократія і диктатура», вважаючи його продовженням царської диктатури. Ленін і собі вважав Каутського зрадником ідеалів марксизму.
Карл Каутський жив у Берліні протягом багатьох років зі своєю дружиною Луїзою Каутською. У 70-річному віці 1924 р. він переїхав назад до Відня зі своєю сім'єю, де залишався до 1938. У 1938 під час гітлерівського аншлюсу він утік до Чехословацької республіки і звідти літаком до Амстердама, де й помер в тому ж році.

## Основні твори
- Фрідріх Енґельс (Friedrich Engels, 1887)
- Економічне вчення Карла Маркса (Karl Marx´ ökonomische Lehren, 1887)
- Томас Мор і його Утопія (Thomas More und seine Utopie, 1888)
- Клясова боротьба, починаючи з 1789 року (Die Klassengegensätze von 1789, 1892)
- Аґрарне питання (Die Agrarfrage, 1899)
- Соціяльна революція (Die Soziale Revolution, 1902)
- Початок християнства (Der Ursprung des Christentums, 1908)
- Шлях до влади (Der Weg zur Macht, 1909)
- Диктатура пролєтаріяту (Die Diktatur des Proletariats, 1918)
- Тероризм і комунізм (Terrorismus und Kommunismus, 1919)
- Пролєтарська революція та її проґрама (Die proletarische Revolution und ihr Programm, 1922)
- Матеріялістичне розуміння історії (Die materialistische Geschichtsauffassung, 1927)

## Видання українською
- Кавцкі К. Економічні науки Карла Маркса / Перекл. Володимир Левицький. — Ляйпціг : Українська Накладня, б.д. — 332 с.
- Карл Кавтський. Національність і інтернаціональність / Пер. з нім. — Б. м.: Наклад і друк друкарні Партії Українських Соціялїстів-Революціонерів, 1915. — 56 с.
- Карл Кавтський. Національна держава, імперіялїстична держава і союз держав / Пер. з нім. — Б. м.: Наклад і друк друкарні Партії Українських Соціялїстів-Революціонерів.
- Карл Кавцький. Основи соціялїзму. – Нью-Йорк: Виданє Української Федерації Американської Соціялїстичної Партії, 1918. – 64 с.
- Кароль Кавцкі. Народність і її початки. – Нью-Йорк: Голос правди, 1918. – 67 с.
- Карло Каутський. Соціяльна революція / Пер. з нім. М. Я-а і С. В-л. — Берлін—Київ, 1920. — 148 с.
- Карло Каутський. Шлях до влади. Політичні міркування з приводу вростання в революцію / Пер. з нім. Є. Гуцайло. — Берлін—Київ, 1920. — 117 с.
- Карло Каутський. Тероризм і комунізм. Причинки до історії революції / Пер. з нім. — Берлін—Київ: Закордонне Бюро УСДРП, 1920. — 204 с.
- Карл Каутський. Диктатура пролєтаріяту / Пер. з нім. М. Галаган. — Київ—Відень—Львів: Видання і наклад Закордонної Групи УСДРП, 1921. — 76 с.
- Карл Каутський. Проблеми соціялізації / Пер. з нім. С. Горський. — Прага: Закордонна Група УСДРП, 1925. — 11 с.
- Карл Каутський. Соціялістичний Інтернаціонал та С.С.С.Р. / Пер. з нім. С. Літов. — Прага: Закордонна Група УСДРП, 1925. — 18 с.
- Карл Каутський. Пролетаріят в С.С.С.Р. / Пер. з нім. М. Галаган і С. Літов. — Прага: Закордонна Група УСДРП, 1926. — 28 с.
- Карл Кавтський. Аграрне питання. — Харків, 1930. — 438 с.